# いつか、いつも……いつまでも。
『いつか、いつも……いつまでも。』は、2022年10月14日に公開された日本映画。監督は長崎俊一、主演は高杉真宙。

## 概要
海辺の町で祖父と一緒に診療所で働く感情表現が苦手な医師の俊英が、理想の女性に似ている亜子と出会ったことにより、ひょんなことからひとつ屋根の下で暮らすことになる男女の恋と家族の繋がりを描く。
主題歌には竹内まりやが1992年にリリースしたアルバム『Quiet Life』に収録され、のちにシングル・カットされた「幸せの探し方」が採用された。

## キャスト
- 俊英：高杉真宙
- 亜子：関水渚[1][2]
- 俊英の叔母さん：水島かおり[3]
- まり子：小野ゆり子[3]
- 洋司：DJ松永[3]
- 俊英の父：佐藤貢三[3]
- 俊英の兄：中島歩[3]
- 土屋武紀：江頭勇哉[3]
- きよ：芹川藍[3]
- 俊英の祖父：石橋蓮司[3]

## スタッフ
- 監督：長崎俊一
- 脚本：矢沢由美
- 音楽：江藤直子
- 主題歌：竹内まりや「幸せの探し方」（ワーナーミュージック・ジャパン）
- 製作：河野聡、宮田昌広
- エグゼクティブプロデューサー：濱田健二
- プロデューサー：西川朝子、松田広子、久保田傑
- アソシエイトプロデューサー：日野千尋、遠藤浩平、内藤和也
- ラインプロデューサー：大日方教史
- 撮影監督：渡部眞（J.S.C.）
- 照明：金子康博
- 録音：弦巻裕（J.S.A.）
- 美術：安藤真人
- 装飾：篠田公史
- 編集：阿部亙英（J.S.E.）
- スクリプター：柳沼由加里
- 衣裳：田中亜由美
- ヘアメイク：石川亜矢
- フードコーディネーター：小野秋
- 音響効果：岡瀬晶彦（J.S.A.）
- VFX・ライン編集：野間実
- 特機：高橋智宏
- 助監督：久保朝洋
- 製作担当：丸山昌夫
- 制作プロダクション：オフィス・シロウズ
- 配給：バンダイナムコフィルムワークス
- 製作：2022『いつか、いつも……いつまでも。』製作委員会（バンダイナムコフィルムワークス、ギャンビット）